# Gignac (Hérault)
Gignac is een gemeente in het Franse departement Hérault (regio Occitanie). De plaats maakt deel uit van het arrondissement Lodève. Gignac telde op 1 januari 2022 6.713 inwoners.

## Geografie
De oppervlakte van Gignac bedroeg op 1 januari 2022 29,85 vierkante kilometer; de bevolkingsdichtheid was toen 224,9 inwoners per km².

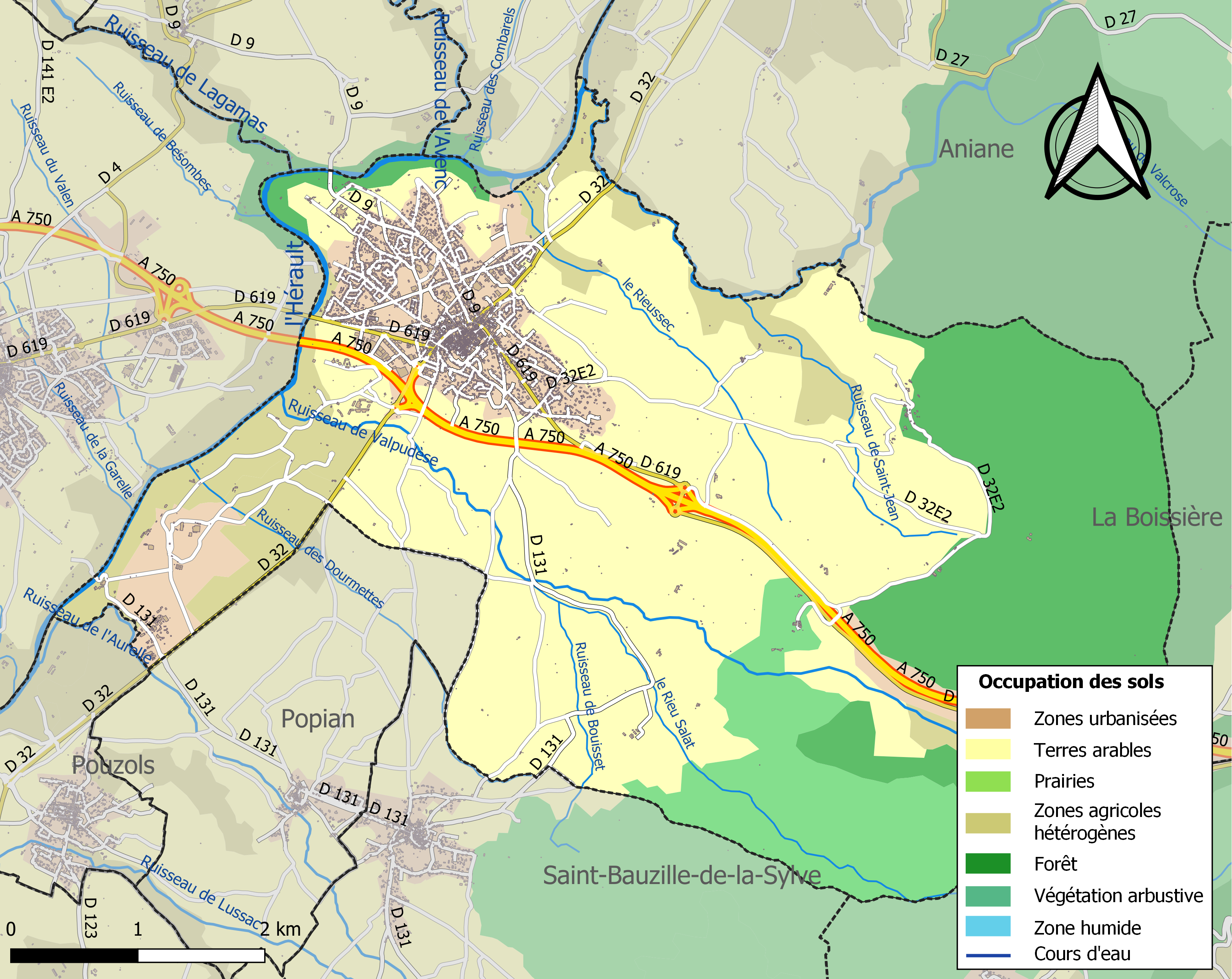
Kaart van de gemeente met belangrijkste infrastructuur, bodemgebruik en omliggende gemeenten

## Demografie
Onderstaande figuur toont het verloop van het inwonertal (bron: INSEE-tellingen).